# 소셜 미디어 마이닝
소셜 미디어 마이닝(Social media mining)은 실행 가능한 패턴을 추출하고, 사용자에 대한 결론을 내리고, 정보에 따라 조치를 취하기 위해 소셜 미디어 사이트 및 모바일 앱의 사용자 생성 콘텐츠에서 빅 데이터를 얻는 프로세스이다. 이는 종종 사용자에게 광고하거나 수행할 목적으로 수행된다. 이 용어는 희귀 광물 채굴의 자원 추출 과정에 비유된다. 자원 추출 채굴을 위해서는 광산 회사가 귀중한 광물을 찾기 위해 막대한 양의 원광석을 이동해야 한다. 마찬가지로, 소셜 미디어 마이닝에서는 소셜 미디어 사용, 온라인 행동, 콘텐츠 공유, 개인 간의 연결, 온라인 구매 행동과 관련된 패턴과 추세를 식별하기 위해 인간 데이터 분석가와 자동화된 소프트웨어 프로그램이 엄청난 양의 원시 소셜 미디어 데이터를 전환해야 한다. 이러한 패턴과 추세는 기업, 정부 및 비영리 조직의 관심 대상이다. 이러한 조직은 이러한 패턴과 추세를 사용하여 전략을 설계하거나 새로운 프로그램, 새로운 제품, 프로세스 또는 서비스를 도입할 수 있기 때문이다.
소셜 미디어 마이닝은 컴퓨터 과학, 데이터 마이닝, 기계 학습 및 통계의 다양한 기본 개념을 사용한다. 소셜 미디어 채굴자는 대용량 소셜 미디어 데이터 파일을 조사하는 데 적합한 알고리즘을 개발한다. 소셜 미디어 마이닝은 사회 연결망 분석, 네트워크 과학, 사회학, 민족지학, 최적화 및 수학의 이론과 방법론을 기반으로 한다. 이는 대규모 소셜 미디어 데이터에서 의미 있는 패턴을 공식적으로 표현, 측정 및 모델링하는 도구를 포함한다.  2010년대에는 주요 기업, 정부 및 비영리 조직이 고객, 클라이언트 및 시민에 대한 데이터를 얻기 위해 소셜 미디어 마이닝에 참여했다.

## 같이 보기
- 텍스트 마이닝
- 데이터 마이닝
- 소셜 미디어
- 웹 스크래핑
- 일반 데이터 보호 규칙